# Феддес, Питер
Питер Феддес, известный также под именем Питера Гарлингенского (нидерл. Petrus Feddes; 1588, Харлинген, Фрисландия (Нидерланды) — 1634) — голландский живописец на стекле и гравёр на меди Золотого века.
Гравировал аквафортною иглою портреты, исторические сюжеты и аллегории, отличаясь обдуманностью и широтою исполнения. Всех работ его в этом роде насчитывается 119. Лучшие из них — портрет председателя Дордрехтского синода Яна Богермана, портрет М. Гамкониуса и «Милосердие».
В сочинении «Martini Hamconii Frisia seu vins rebusque Frisiae illustribus etc.» (Амстердам, 1623) помещены 52 портрета фрисландских герцогов и принцев, приложенные также к «Фрисландской хронике» Винсемия.
По словам А. Хоубракена, видевшего его гравюры, он подписывал свои работы как П. Харлингенсис. Оказал влияние на Якоба Адриансзона Баккера.
Жил в Леувардене, где, вероятно, и умер.